# Jan Zabrodzki
Jan Zabrodzki (ur. 10 czerwca 1942) – polski naukowiec, informatyk, profesor Politechniki Warszawskiej, w latach 1981–1987 dyrektor Instytutu Informatyki Politechniki Warszawskiej.
W 1959 roku ukończył Liceum im. Tadeusza Reytana. W tym samym roku podjął studia na Wydziale Łączności Politechniki Warszawskiej. Studia ukończył w 1965 roku na specjalności Maszyny Matematyczne. Pracę doktorską, przygotowaną pod kierunkiem profesora Antoniego Kilińskiego, obronił w 1971 roku na Wydziale Elektroniki Politechniki Warszawskiej. Obrona pracy habilitacyjnej odbyła się na tym samym Wydziale w 1978 roku. Tytuł profesora otrzymał w 1989 roku.
Członek Towarzystwa Naukowego Warszawskiego i Polskiej Akademii Umiejętności. Pełnił funkcję zastępcy przewodniczącego Komitetu Informatyki PAN. 